# Institut Enrico-Fermi
L'Institut Enrico-Fermi (en anglais : Enrico Fermi Institute) est une unité de recherche scientifique de l'Université de Chicago.

## Histoire

### Fondation et renommage
L'institut est fondé en 1945 sous le nom d'« Institut d'études nucléaires ». Il est renommé « Institut Enrico Fermi d'études nucléaires» en 1955 en honneur du physicien Enrico Fermi. Le nom est simplifié en « Institut Enrico-Fermi » en 1968.

## Domaines de recherche
- Physique des particules théorique et expérimentale
- Astrophysique et cosmologie
- Relativité générale et restreinte[Note 1]
- Microscopie électronique
- Microscopie des ions
- Optique non imageante et énergie solaire
- Géochimie, cosmochimie et chimie nucléaire[1]

## Activités

### Physique des particules
Les activités et expériences concernant la physique des particules se déroulent à Fermilab et au CERN.

## Personnalités notables
- Herbert L. Anderson (en)
- James Watson Cronin
- Enrico Fermi
- Riazuddin
- Robert Geroch
- James Hartle
- Craig Hogan
- Faheem Hussain (en)
- Leo Kadanoff
- Edward Kolb
- Emil Martinec
- Yoichiro Nambu
- Marcel Schein
- John Alexander Simpson
- Michael Turner
- Harold Clayton Urey
- Carlos Wagner
- Robert Wald
- Gregor Wentzel